# Národní archivní dědictví
Archiválie, které jsou evidovány na území České republiky, tvoří Národní archivní dědictví (zkratka NAD). Národní archivní dědictví je vedeno v základní, druhotné a ústřední evidenci. Základní jednotkou evidence je archivní fond, archivní sbírka nebo jejich část nebo jednotlivá archiválie. Evidenci NAD upravuje zákon o archivnictví a spisové službě. Ministerstvo vnitra zveřejňuje metodiky týkající se evidence NAD.
Od roku 1988/1989 byl pro evidenci užíván systém ARS. Od roku 1999 do současnosti je užíván systém PEvA (= program pro evidenci archiválií), který vyvinula Archivní správa Ministerstva vnitra. Jedná se o celostátní evidenci archiválií, do které byly sloučeny dvě do té doby samostatné evidence – evidenci fondů a sbírek a evidenci archivních pomůcek. Do evidence NAD lze nahlížet na Národním archivním portálu.
Vyřazení z evidence NAD lze udělat na návrh zřizovatele archivu podaný ministerstvu (u archivního fondu nebo archivní sbírky z důvodu přehodnocení jejího významu, z důvodu zničení – platí i pro digitální podobu nebo z důvodu vydání do zahraničí). Konečné rozhodnutí má ministerstva vnitra.

## Druhy evidence NAD

### Základní evidence NAD
- zahrnuje evidenci přírůstků a úbytků archiválií, evidenční listy NAD a evidenci archivních pomůcek

- vedou ji archivy a kulturně vědecké instituce (tj. muzea, knihovny, galerie, památníky, pracoviště Akademie věd ČR a vysoké školy), v jejichž správě se archiválie nacházejí
- vedena vždy v listinné podobě, může být však vedena i v digitální podobě
- je vedena v digitální podobě, v listinné podobě jsou povinně vedeny pouze evidenční listy NAD a záznamy o vnějších přírůstcích a úbytcích
- průběžně aktualizována – vždy jednou ročně do konce února kalendářního roku předává Národní archiv data ze své základní evidence do ústřední evidence NAD vedené odborem archivní správy MV, a to v digitální podobě.
- evidenci části Národního archivního dědictví, které je uložené mimo archivy a kulturně vědecké instituce, vedou Národní archiv nebo státní oblastní archivy podle své působnosti

### Druhotnou evidence NAD
- zahrnuje evidenční listy Národního archivního dědictví a evidenci archivních pomůcek
- jedná se evidenci NAD archiválií uložených v bezpečnostních archivech, ve specializovaných archivech, jejichž zřizovateli jsou organizační složky státu s celostátní působností, jimi zřízené státní příspěvkové organizace a právnické osoby zřízené zákonem s celostátní působností, v Archivu hlavního města Prahy, v soukromých archivech, jejichž zřizovateli jsou vrcholné a obdobné orgány politických stran, politických hnutí, občanských sdružení, odborových organizací, organizací zaměstnavatelů, profesních komor, církví a náboženských společností, nadací a nadačních fondů, obecně prospěšných společností a vybrané fyzické osoby a v kulturně vědeckých institucích
- vedou ji Národní archiv nebo státní oblastní archivy podle své působnosti
- vedena v digitální podobě, předávána v listinné nebo digitální podobě
- aktualizována jednou ročně
- součástí druhotné evidence Národního archivu je rovněž evidence přijatých stejnopisů archivních pomůcek vedená v digitální podobě
- archivy a kulturně vědecké instituce, které předávají Národnímu archivu údaje ze své základní evidence NAD do druhotné evidence, mají povinnost předávat také stejnopisy svých archivních pomůcek (tj. dílčích inventářů, inventářů, katalogů, rejstříků, tematických katalogů, soupisů dokumentů a tematických rejstříků)

### Ústřední evidence NAD
- zahrnuje evidenční listy Národního archivního dědictví a evidenci archivních pomůcek
- vede ji Ministerstvo vnitra
- vedena v digitální podobě
- aktualizována jednou ročně
- archivy a kulturně vědecké instituce vedoucí základní evidenci jsou povinny poskytovat ministerstvu vnitra údaje z evidenčních listů Národního archivního dědictví a z evidence archivních pomůcek a zasílat mu stejnopisy svých archivních pomůcek
- Národní archiv provádí nejméně jedenkrát za rok prověrku fyzického stavu památek uložených v archivu, zpráva o provedení prověrky je součástí výroční zprávy archivu

## Evidenční list NAD
Evidenční list NAD obsahuje následující údaje:
- číslo archivu nebo kulturně vědecké instituce z číselníku archivů
- údaje o vlastnících nebo držitelích archiválií
- jedinečné číslo evidenčního listu
- název archivního souboru
- evidenční status archivního souboru (vyjadřuje vztah archivu k evidovaným archiváliím)
- časový rozsah archiválií archivního souboru
- datum vyplnění a podepsání evidenčního listu (datum poslední změny na evidenčním listu)
- údaje o přístupnosti archivního souboru pro nahlížení
- metráž archivního souboru (u digitálních archiválií velikost v bytech)
- stav zachování archivního souboru (úplnost, fyzický stav, charakter poškození)
- číslo skupiny tematické evidence a tematický popis
- místo vzniku a místo uložení
- číslo evidenční jednotky
- číslo archivní pomůcky
- údaje o přítomnosti AKP (tj. Archivní kulturní památky) nebo NKP (tj. Národní kulturní památky) ve fondu
- označení původce dobovým názvem
- přírůstky a úbytky archivního souboru
- údaje o výběru archiválií ve skartačním nebo mimo-skartačním řízení
- údaje o archiváliích náležejících do archivního souboru, uložených v jiných archivech
- údaje o literatuře o archivním souboru (obsah, dějiny, edice)
- informace o opatřeních
- údaje o omezení přístupnosti (archiválie v úschově)
- údaje o smlouvách (archiválie uložené mimo archiv)
- datum předání a místo uložení předaného archivního souboru (archiválie předané vlastníkům)
- jméno zpracovatele evidenčního listu
- jméno operátora záznamu evidenčního listu
- značka archivního fondu, pokud je zavedena